# Quillaja brasiliensis
Quillaja brasiliensis är en tvåhjärtbladig växtart som först beskrevs av A. St. Hilaire och Tulasne, och fick sitt nu gällande namn av C. Martius. Quillaja brasiliensis ingår i släktet Quillaja och familjen Quillajaceae. Inga underarter finns listade i Catalogue of Life.

## Bildgalleri

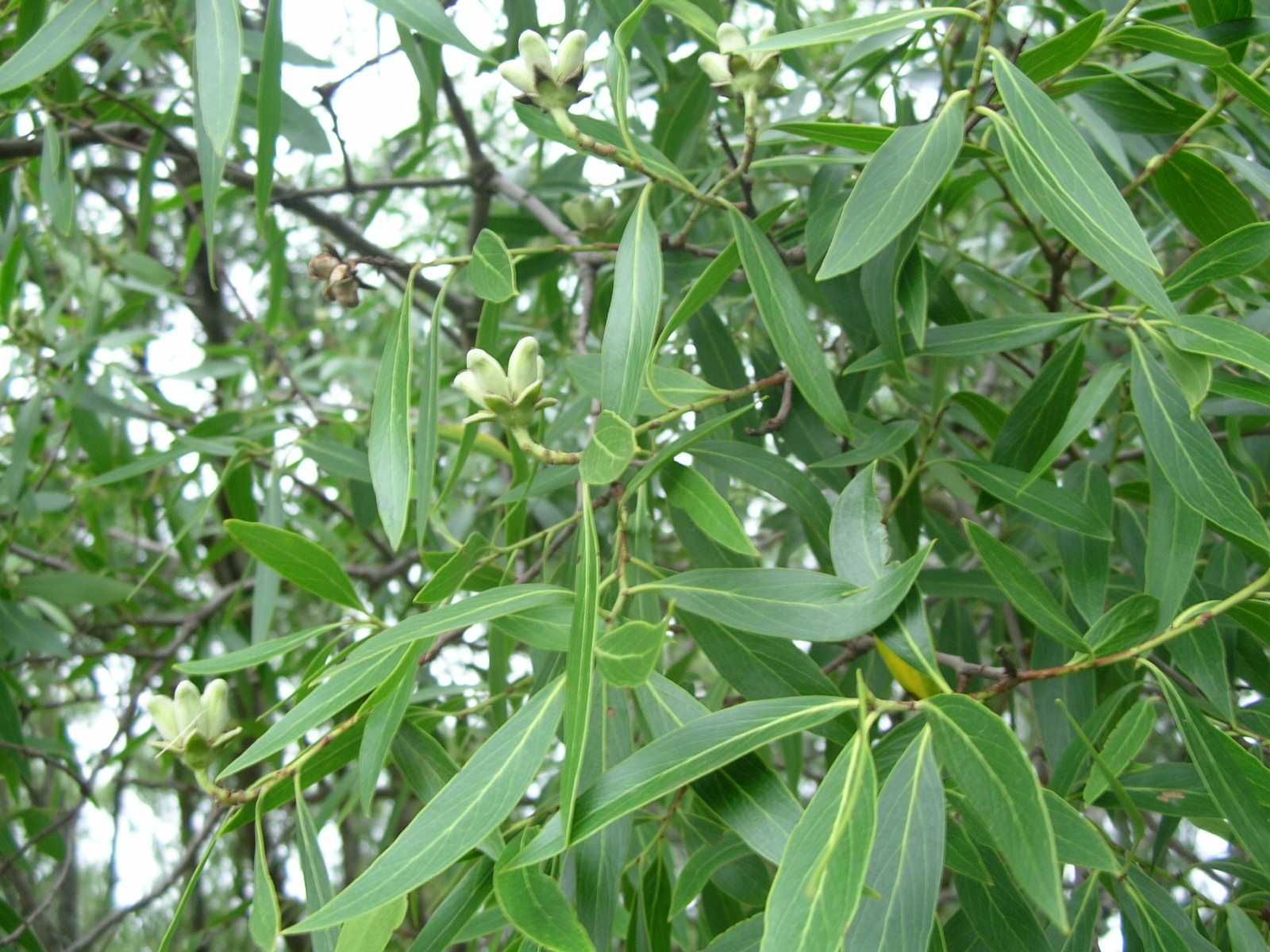
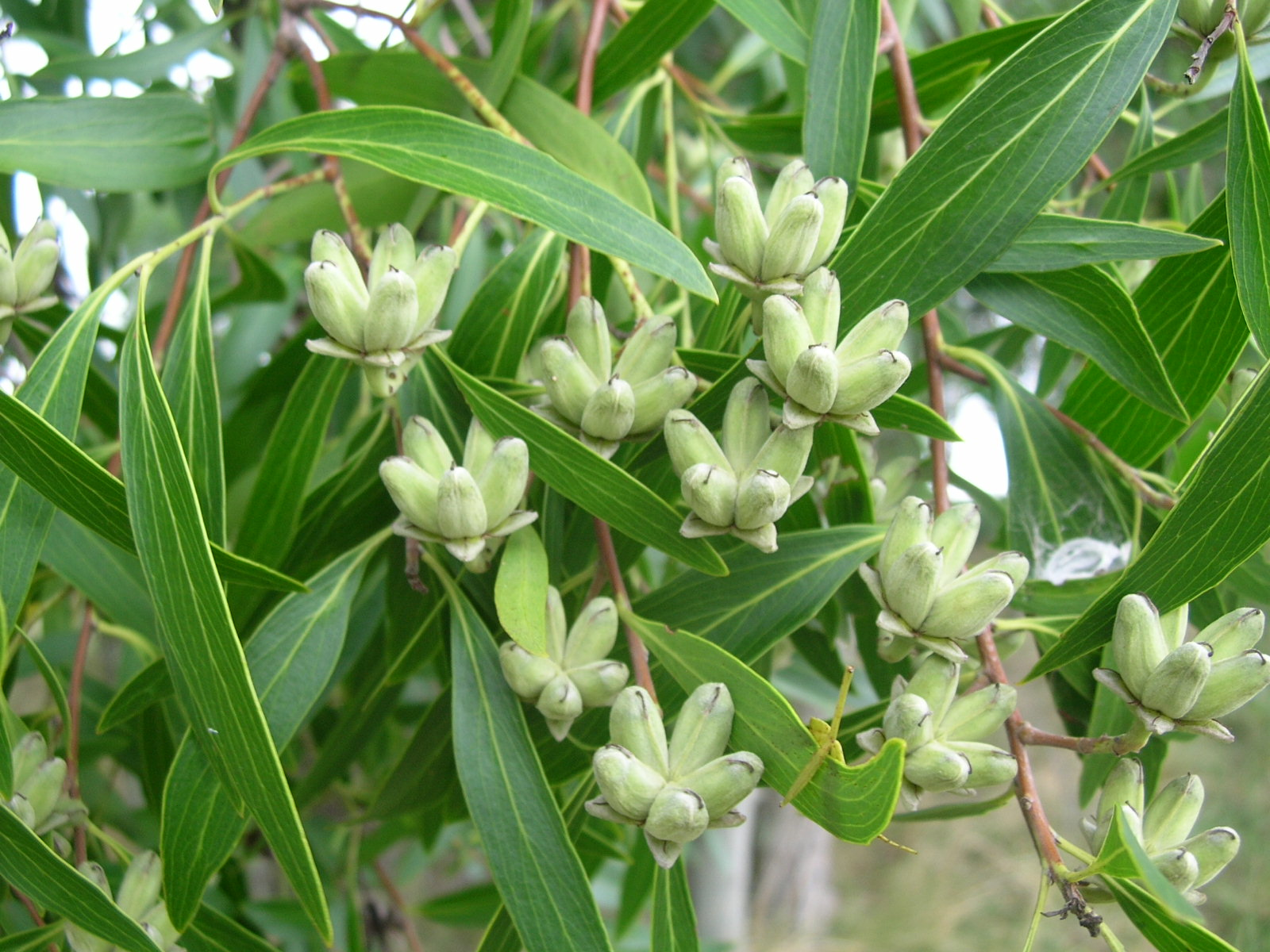
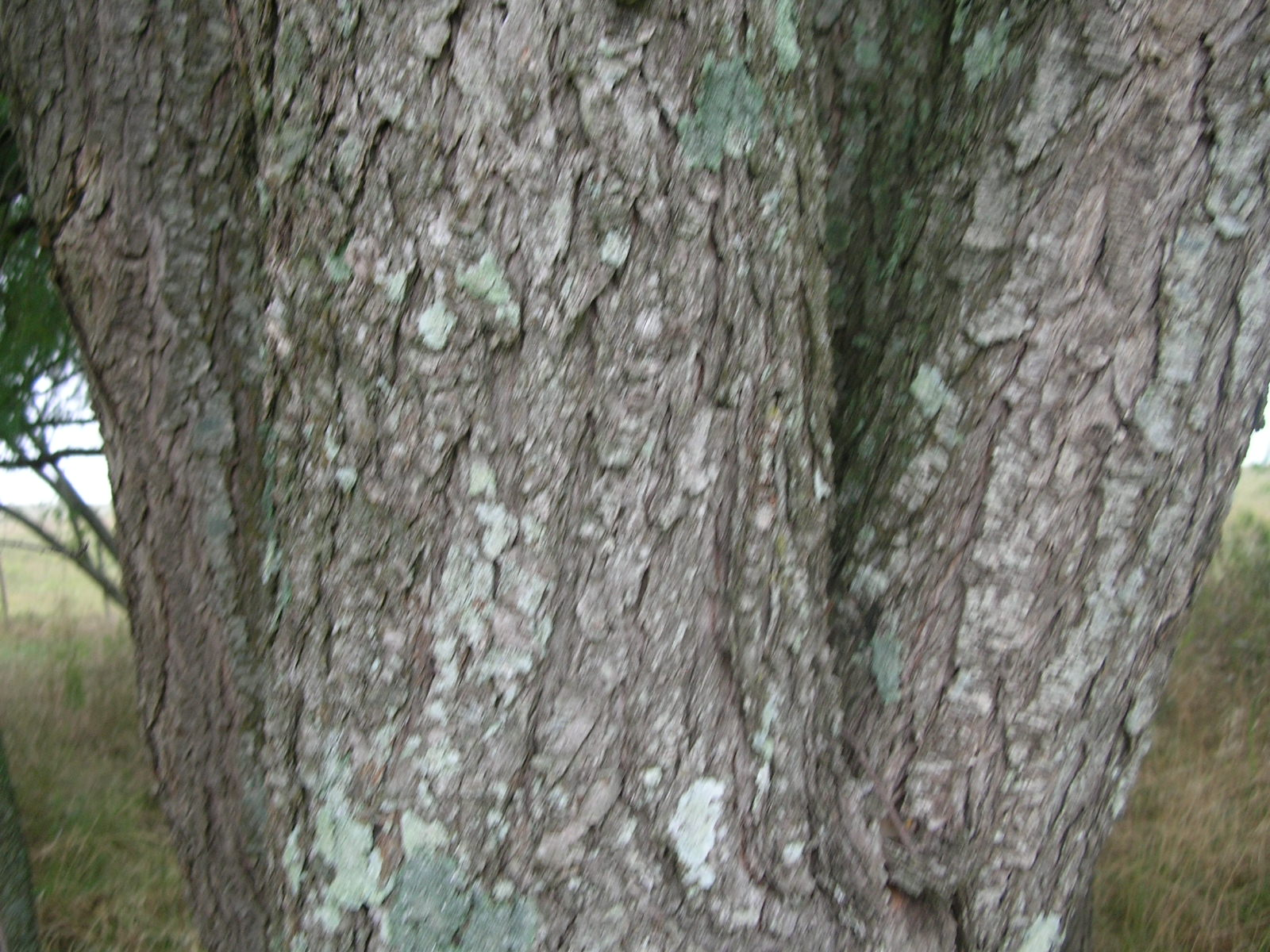